# Veliko Brdo (Ilirska Bistrica, Slovenija)
Veliko Brdo je naselje u slovenskoj Općini Ilirskoj Bistrici. Veliko Brdo se nalazi u pokrajini Notranjskoj i statističkoj regiji Notranjsko-kraškoj. 

## Stanovništvo
Prema popisu stanovništva iz 2002. godine naselje je imalo 98 stanovnika.